# Molekulsko kloniranje
Molekulsko kloniranje je sklop eksperimentalnih metod v molekularni biologiji, ki jih uporabljamo za formiranje rekombinantnih molekul DNK in za usmerjanje njihovega podvojevanja (replikacije) v gostiteljskih organizmih. Beseda kloniranje se nanaša na dejstvo, da te metode vključujejo podvojevanje ene molekule DNK, ki se začne v eni živi celici, in generira veliko populacijo celic, ki vsebujejo identične molekule DNK. Molekulsko kloniranje po navadi uporablja zaporedja DNK iz dveh različnih organizmov: iz vrste, ki je vir DNK, ki jo kloniramo, in iz vrste, ki bo služila kot živ gostitelj za podvojevanje rekombinantne DNK. Metode molekulskega kloniranja so ključne za mnoga področja moderne biologije in medicine.
Pri običajnem eksperimentu molekulskega kloniranja se najprej iz želenega organizma pridobi DNK, ki bo kloniran, nato pa se z encimi cepi do krajših fragmentov. Ti fragmentin se združijo z vektorskim DNK, da nastanejo rekombinantne molekule DNK. Rekombinantni DNK se nato vnese v gostiteljski organizem (po navadi je to eden izmed laboratorijskih sevov bakterije Escherichia coli, ki je benigna in enostavna za gojenje). Tako nastane populacija organizmov, v katerih se rekombinantne molekule DNK podvojujejo skupaj z gostiteljskim DNK. Ker vsebujejo tuje fragmente DNK, tem organizmom pravimo transgeni ali genetsko spremenjeni (mikro)organizmi (GSO; angl. genetically modified organisms, GMO). Ta proces izkorišča dejstvo, da lahko bakterijsko celico induciramo, da sprejme in podvojuje rekombinantno molekulo DNK. Ta ena celica lahko potem eksponentno raste in dobimo veliko količino bakterij, vsaka izmed njih pa vsebuje kopijo izvorne rekombinantne molekule. Zato so tako nastale bakterije kot tudi molekule rekombinantnega DNK imenovane »kloni«. Natančneje se izraz rekombinantni DNK nanaša na molekule DNK, medtem ko se izraz molekulsko kloniranje nanaša na eksperimentalne metode, ki se uporabljajo za sestavljanje teh molekul.

## Zgodovina molekulskega kloniranja
Do 70. let prejšnjega stoletja je razumevanje genetike in molekularne biologije zelo oviralo dejstvo, da ni bilo mogoče osamiti in preučevati posameznih genov kompleksnih organizmov. S prihodom metod molekulskega kloniranja se je to močno spremenilo. Mikrobiologi, ki so želeli razumeti molekulske mehanizme, s katerimi bakterije omejijo rast bakteriofagov, so izolirali restrikcijske encime ali restrikcijske endonukleaze – encime, ki lahko cepijo molekule DNK samo na specifičnih zaporedjih. Pokazali so, da restrikcijski encimi cepijo molekule DNK na specifičnih mestih in da lahko z velikostno frakcionacijo ločimo specifične odseke večje molekule. Z uporabo drugega encima, DNK-ligaze, so lahko združili take fragmente v nove kombinacije, imenovane rekombinantna DNK. Z rekombiniranjem želenih odsekov DNK z vektorsko DNK, kot so na primer bakteriofagi ali plazmidi, ki se v bakteriji naravno podvojujejo, so lahko v bakterijskih kulturah proizvedli velike količine rekombinantnih molekul DNK in jih izolirali. Prve rekombinantne molekule DNK so proizvedli in preučili leta 1972.

## Pregled
Molekulsko kloniranje temelji na dejstvu, da je kemijska zgradba DNK v osnovi enaka v vseh živih organizmih. Posledično lahko odsek DNK iz kateregakoli organizma vstavimo v drug odsek DNK, ki vsebuje nukleotidno zaporedje, potrebno za podvojevanje DNK. Če tako nastalo rekombinantno DNK potem vnesemo v organizem, iz katerega smo dobili zaporedje za podvojevanje, se bo tuja DNK podvojevala skupaj z DNK gostiteljske celice v transgenem organizmu.
Molekulsko kloniranje je podobno verižni reakciji s polimerazo (angl. polymerase chain reaction, PCR) v tem, da omogoča podvojevanje zaporedij DNK. Temeljna razlika med metodama je, da molekulsko kloniranje vključuje podvojevanje DNK v živih mikroorganizmih, PCR pa podvojuje DNA in vitro v raztopini, tj. brez živih celic.

## Koraki pri molekulskem kloniranju
Pri standardnih eksperimentih vključuje kloniranje kateregakoli fragmenta DNA v osnovi 7 korakov: (1) Izbira gostiteljskega organizma in klonirnega vektorja, (2) Priprava vektorske DNA, (3) Priprava DNA, ki jo želimo klonirati, (4) Izdelava rekombinantne DNA, (5) Vnos rekombinante DNA v gostiteljski organizem, (6) Izbira organizmov, ki vsebujejo rekombinantno DNA, (7) Iskanje klonov z želenimi vstavki DNA in želenimi biološkimi lastnostmi.

### Izbira gostiteljskega organizma in klonirnega vektorja
Čeprav je v uporabi veliko število gostiteljskih organizmov in klonirnih vektorjev, se velika večina eksperimentov molekulskega kloniranja začne z laboratorijskim sevom bakterije E. coli in plazmidnim vektorjem. E. coli in plazmidni vektorji so pogosto v uporabi, ker je genetika teh bakterij dobro poznana, vektorji so vsestransko uporabni in široko razpoložljivi, gojenje rekombinantnih organizmov pa je enostavno, ceneno in hitro. Če pa je DNA, ki jo kloniramo, izjemno velika (več sto tisoč ali milijonov baznih parov), potem za vektor pogosto izberemo umetne kromosome bakterij ali umetne kromosome kvasovk.
Specializirana uporaba lahko zahteva specializirane sisteme gostitelj-vektor. Na primer, če želijo znanstveniki pripraviti določen rekombinanten protein, morajo izbrati ekspresijski vektor, ki vsebuje primerne signale za transkripcijo in translacijo v želenem gostiteljskem organizmu. V primeru, da želimo podvojevati DNA v drugih vrstah (na primer prenos DNA iz bakterij v rastline), pa moramo izbrati t. i. prenosljivi vektor (angl. shuttle vector) – sposoben podvojevanja v različnih organizmih. V praksi se sicer specializirani eksperimenti po navadi začnejo s kloniranjem v bakterijski plazmid, temu pa sledi subkloniranje oz. prenos rekombinantnega gena v specializiran vektor.
Ne glede na to katero kombinacijo gostitelja in vektorja uporabimo, vektor skoraj vedno vsebuje štiri odseke DNA, ki so ključni za njegovo funkcijo in eksperimentalno uporabnost – (1) mesto začetka podvojevanja (angl. origin of replication, ORI), ki je potrebno, da se lahko vektor (in vanj vstavljena rekombinantna zaporedja) podvaja znotraj gostiteljskega organizma, (2) območje z več mesti za kloniranje (angl. multiple cloning site, MCS), kjer se nahaja eno ali več različnih cepitvenih mest za restrikcijske endonukleaze, ki služijo kot mesta, kamor vstavimo tujo DNA, (3) gen za selekcijski označevalec (marker), ki po navadi omogoča preživetje tistim gostiteljskim celicam, ki so sprejele vektor, in včasih še (4) dodaten gen, ki omogoča identifikacijo tistih celic, ki so z vektorjem sprejele tudi tujo DNA.

### Priprava vektorske DNA
Vektor obdelamo z restrikcijsko endonukleazo (restriktazo), ki cepi DNA na mestu, kamor bomo vstavili tujo DNA. Izberemo tak restrikcijski encim, da bo štrleč enoverižni konec (angl. overhang), nastal s cepitvijo, komplementaren koncu tuje DNA. Po navadi to dosežemo tako, da cepimo vektorsko DNA in tujo DNA z enakim restrikcijskim encimom. Večina modernih vektorjev vsebuje več ustreznih cepitvenih mest, ki so edinstvena v vektorski molekuli (tako da je lahko vektor cepljen samo na enem mestu) in se nahajajo znotraj gena (pogosto beta-galaktozidaznega), saj lahko inaktivacijo tega gena kasneje uporabimo za razlikovanje med rekombinantnimi in ne-rekombinantnimi organizmi. Da izboljšamo razmerje rekombinantni : ne-rekombinantni organizmi, lahko cepljeni vektor obdelamo z encimom (alkalna fosfataza), ki defosforilira vektorjeve konce. Vektorske molekule z defosforiliranimi konci se ne morejo podvojevati in proces podvojevanja se ponovno vzpostavljen samo, če se tuja DNA vgradi v cepitveno mesto.

### Priprava DNA, ki jo želimo klonirati
Za kloniranje genomske DNA pridobimo DNA iz želenega organizma. Uporabimo lahko katerikoli vir tkiva (celo tkiva izumrlih živali), samo da DNA ni preveč razgrajena. DNA potem očistimo z uporabo preprostih metod za odstranjevanje proteinov (ekstrakcija s fenolom), RNA (razgradnja z ribonukleazami) in majhnih molekul (obarjanje in/ali kromatografija). Pred molekulskim kloniranjem pogosto povečamo število specifičnih zaporedij DNA ali RNA z metodami PCR.
DNA za kloniranje lahko pridobimo tudi iz RNA z uporabo reverzne transkriptaze (kloniranje komplementarne DNA ali cDNA) ali v obliki sintezne DNA. Kloniranje cDNA po navadi uporabimo za vpogled v celoten transkriptom (dobimo knjižnico cDNA, tj.  množico različnih klonov, od katerih vsak vsebuje informacijo o nekem genu, ki se v danem trenutku v neki celici prepiše v informacijsko RNA (mRNA)), medtem ko s kemijsko sintezo izdelamo točen gen (oz. nukleotidno zaporedje).
Očiščeno DNA potem obdelamo z restrikcijskim encimom, da dobimo fragmente s takimi konci, ki jih lahko povežemo s konci vektorja. Če je potrebno, lahko dodamo kratke dvoverižne odseke DNA (linkerje), ki vsebujejo želena cepitvena mesta, da dobimo strukturo koncev, ki so kompatibilni z vektorjem.

### Izdelava rekombinantne DNA z DNA-ligazo
Izdelava rekombinantne DNA je v več pogledih najenostavnejši korak molekulskega kloniranja. DNA iz vektorja in DNA iz tujega vira preprosto zmešamo skupaj v zadostnih koncentracijah in nato izpostavimo encimu DNA-ligazi, ki kovalentno poveže konce. To reakcijo tvorbe fosfodiestrske vezi pogosto imenujemo ligacija. Nastala zmes DNAje pripravljena za vnos v gostiteljski organizem.
DNA ligaza prepozna in deluje samo na koncih linearnih DNA-molekul in rezultat je po navadi kompleksna mešanica DNA-molekul z naključno povezanimi konci. Prisotni so tako želeni produkti (kovalentno povezani vektorska in tuja DNA), kot tudi druga zaporedja (npr. tuja DNA, povezana s sabo, vektorska DNA, povezana s sabo, in kombinacije višjega reda). To kompleksno mešanico ločimo v poznejših korakih, po tem ko jo vnesemo  v gostiteljske celice.

### Vnos rekombinante DNA v gostiteljski organizem
Zmes DNA-molekul, ki smo jo pripravili in vitro, prenesemo nazaj v živo celico, ki ji pravimo gostiteljski organizem. Poznamo različne metode za vnos DNA v celice in ime tega koraka molekulskega kloniranja je pogosto odvisno od uporabljene metode (npr. transformacija, transdukcija, transfekcija, elektroporacija).
Kadar so mikroorganizmi  sposobni privzema in podvojevanja DNA iz svojega bližnjega okolja, se proces imenuje transformacija, in celicam, ki so v takem fiziološkem stanju, da lahko privzamejo DNA, pravimo kompetentne. V sesalskih celičnih kulturah analogen proces vnosa DNA v celice imenujemo transfekcija. Tako transformacija kot transfekcija po navadi zahtevata predhodno pripravo celic s posebnimi režimi rasti in procesi kemične obdelave, ki so različni za različne vrste celic.
Pri elektroporaciji uporabljamo električne pulze visokih napetosti, da prenesemo DNA skozi celično membrano (in celično steno, če je prisotna). Pri transdukciji pa zapakiramo DNA v delce, ki izhajajo iz virusa oz. so podobni virusu, in te delce uporabimo za vnos DNA v celico s procesom, ki je podoben virusni infekciji. Čeprav sta elektroporacija in transdukcija visoko specializirani metodi, sta verjetno najbolj učinkoviti metodi za prenos DNA v celice.

### Izbira organizmov, ki vsebujejo vektorska zaporedja
Vnos rekombinantne DNA v izbrani gostiteljski organizem je po navadi proces z nizko učinkovitostjo, ne glede na izbrano metodo vnosa; to pomeni, da samo majhen delež celic dejansko privzame DNA. Znanstveniki rešujejo to težavo s pomočjo umetne genske selekcije. Celice, ki niso privzele DNA, selektivno odmrejo, preživijo lahko samo tiste celice, ki aktivno podvojujejo DNA z genom za selekcijski označevalec, ki ga kodira vektor.
Kadar kot gostitelja uporabimo bakterijske celice, je selekcijski označevalec po navadi gen, ki celicam zagotavlja odpornost proti antibiotiku, ki bi drugače izzval njihovo smrt (npr. ampicilin). Celice, ki vsebujejo vektor, bodo preživele, ko bodo izpostavljene antibiotiku, medtem ko bodo celice, ki niso prevzele vektorskega zaporedja, umrle. Kadar uporabimo sesalske celice, uporabimo podobno strategijo, samo da markerski gen zagotavlja odpornost proti drugačnim antibiotikom (npr. geneticinu), mogoča pa je tudi uporaba avksotrofnih markerjev, torej takih, ki celici omogočijo preživetje v gojišču brez sicer esencialnih komponent.

### Iskanje klonov z želenimi vstavki DNA in želenimi biološkimi lastnostmi
Moderni vektorji za bakterijsko kloniranje (npr. pUC19 in kasnejše izpeljanke, vključno z vektorji pGEM) uporabljajo belo-modri testni sistem za ločevanje med kolonijami (kloni) transgenih celic in tistimi, ki vsebujejo starševski vektor (to je vektorska DNA brez vstavljenega rekombinantnega zaporedja). V vektorju je tuja DNA vstavljena med zaporedje, ki kodira pomemben del encima beta-galaktozidaze. Če je ta encim aktiven, se bo na posebnem testnem gojišču tvorila modro obarvana kolonija. Vstavljena tuja DNA pa onemogoči funkcijo tega encima in kolonije, ki vsebujejo rekombinantne plazmide, ostanejo brezbarvne (bele). Torej, znanstveniki lahko enostavno identificirajo transgene bakterijske klone in načrtujejo nadaljnje študije, medtem pa ignorirajo tiste brez rekombinantne DNA.
Celotno populacijo posameznih klonov, ki jih dobimo v poskusu molekulskega kloniranja, pogosto imenujemo knjižnica DNA. Knjižnice so lahko zelo kompleksne (na primer pri kloniranju celotne genomske DNA organizma) ali relativno preproste (na primer pri premiku predhodno kloniranega fragmenta DNA v drug plazmid), a skoraj vedno je potrebno pregledati veliko število različnih klonov, da se prepričamo, da smo pridobili želeno rekombinantno DNA. Za to imamo na voljo veliko različnih eksperimentalnih metod, vključno s hibridizacijo nukleinskih sond, uporabo specifičnih protiteles, verižno reakcijo s polimerazo, restrikcijsko analizo in/ali DNA sekvenciranjem.

## Uporaba molekulskega kloniranja
Z molekulskim kloniranjem si znanstveniki priskrbijo praktično neomejene količine kateregakoli posameznega odseka DNA iz kateregakoli genoma. Ta material lahko uporabljamo za veliko različnih namenov v bazičnih in aplikativnih bioloških, biotehnoloških in medicinskih raziskavah. Nekatere bolj pomembne uporabe so povzete spodaj.

### Organizacija genoma in izražanje genov
Molekulsko kloniranje je pripeljalo direktno do pojasnitve celotnega DNA zaporedja genomov veliko različnih vrst in do raziskovanja genetske raznolikosti znotraj posameznih vrst. To delo je bilo opravljeno predvsem z določevanjem zaporedij DNA velikega števila naključno kloniranih delov genoma in zbiranjem zaporedij, ki se prekrivajo, s pomočjo bioinformatičnih metod.
Na nivoju posameznih genov uporabljamo molekulske klone za izdelavo sond, s katerimi raziskujemo, kako se geni izražajo in kako je to izražanje povezano z drugimi procesi v biologiji, vključno z metabolnim okoljem, zunajceličnimi signali, razvojem, učenjem, starostjo in celično smrtjo. Klonirani geni lahko prav tako zagotovijo orodja za raziskovanje biološke funkcije in pomembnosti posameznih genov, tako da omogočajo raziskovalcem, da gene inaktivirajo ali povzročijo manjše mutacije s pomočjo usmerjene mutageneze.

## Pridobivanje rekombinantnih proteinov
Dobljeni molekulski klon gena lahko vodi do razvoja organizmov, ki proizvajajo proteinske produkte kloniranih genov; le-tem pravimo rekombinantni proteini. V praksi je večinoma težje razviti organizem, ki proizvaja aktivno obliko rekombinantnega proteina v želenih količinah, kot pa klonirati gen. To je zato, ker so molekulski signali za izražanje genov zapleteni in spremenljivi, in ker so zvijanje, stabilnost in prenos proteinov zelo zahtevni.
Veliko uporabnih proteinov je trenutno dostopnih v obliki rekombinantnih produktov. To so na primer—(1) medicinsko uporabni proteini, s katerimi lahko popravimo poškodovane ali slabo izražene gene (npr. rekombinantni faktor VIII, to je dejavnik strjevanja krvi, ki ga primankuje pri nekaterih oblikah hemofilije, in rekombinantni inzulin, ki ga uporabljamo za zdravljenje nekaterih oblik diabetesa), (2) proteini, s katerimi lahko pomagamo v življenjsko ogrožujoči nevarnosti (npr. tkivni aktivator plazminogena, ki ga uporabljamo za zdravljenje možganske kapi), (3) rekombinantna komponentna cepiva, v katerih uporabimo očiščen protein za imunizacijo pacientov proti nalezljivim boleznim, brez da bi jih izpostavili samemu mikroorganizmu (npr. cepivo proti hepatitisu B), in (4) rekombinantni proteini kot standardni material za diagnostične laboratorijske teste.

### Transgeni organizmi
Gene, ki smo jih okarakterizirali in opremili s signalnimi zaporedji za primerno izražanje, lahko vstavimo v organizme in tako pripravimo transgene organizme. Čeprav je večino genetsko spremenjenih organizmov pripravljenih za namene bioloških raziskav (npr. transgene miši), jih je bilo veliko razvitih tudi za komercialno uporabo, od živali in rastlin, ki proizvajajo farmacevtske in druge sestavine, do poljščin, odpornih na herbicide, in fluorescentnih tropskih ribic za domačo zabavo.

### Gensko zdravljenje
Gensko zdravljenje je pristop zdravljenja bolezni z dostavo funkcionalnih genov tistim celicam, ki imajo pomanjkanje te funkcije, s ciljem popraviti gensko motnjo ali pridobljeno bolezen. Gensko zdravljenje lahko splošno delimo v dve kategoriji. Prva je sprememba spolnih celic, semenčic ali jajčec, ki se kaže kot stalna genska sprememba za cel organizem in naslednje generacije. Mnogi verjamejo, da je to gensko zdravljenje zarodnih celic neetično za uporabo na ljudeh. Drugi tip, gensko zdravljenje somatskih celic, je analogen presaditvi organa. V tem primeru ciljamo eno ali več specifičnih tkiv, ki jih ali zdravimo neposredno ali pa odstranimo tkivo, mu v laboratoriju dodamo terapevtske gene in vrnemo zdravljene celice pacientu. Klinične študije genskega zdravljenja somatskih celic so se začele v poznih 90. letih prejšnjega stoletja, predvsem za zdravljenje raka in krvnih, jetrnih ter pljučnih motenj.
Kljub veliki publiciteti in obljubam ima zgodovina genskega zdravljenja ljudi relativno omejen uspeh. Učinek vstavljenega gena v celice je velikokrat samo delno in/ali prehodno olajšanje simptomov zdravljene bolezni. Nekateri pacienti v kliničnih raziskavah genskega zdravljenja so trpeli za negativnimi posledicami samega zdravljenja, vključno s smrtjo. V nekaterih primerih so bili negativni učinki rezultat inaktivacije zaradi vstavljanja, torej prekinitve esencialnih genov pacientovega genoma. Pri drugih so bili virusni vektorji za gensko zdravljenje kontaminirani s patogenim virusom. Kljub temu je gensko zdravljenje še vedno obetavno področje medicine v prihodnosti in področje z veliko aktivnostjo raziskav in razvoja.